# Izo Arena
IzoArena – stadion piłkarski w Boguchwale, w Polsce. Został otwarty w 1949 roku. Może pomieścić 954 widzów. Swoje spotkania rozgrywają na nim piłkarze klubu Izolator Boguchwała.

## Historia
Teren pod budowę boiska piłkarskiego w Boguchwale uzyskano po II wojnie światowej od dyrekcji upaństwowionej fabryki porcelany. Obiekt oddano do użytku latem 1949 roku, a aktu poświęcenia dokonał proboszcz parafii Boguchwała ks. Józef Przybyła. 
W latach 2006–2007 dokonano gruntownej modernizacji stadionu. Przy okazji ponownego otwarcia, 14 września 2007 roku, odbył się na stadionie mecz piłkarskich reprezentacji Polski i Rumunii do lat 16, zakończony wynikiem 3:0. W późniejszych latach mecze reprezentacji młodzieżowych na tym stadionie organizowano jeszcze kilkukrotnie. W 2014 roku stadion stał się własnością miasta Boguchwała. Ze stadionu okresowo korzystały także inne kluby, m.in. Stal Stalowa Wola czy Resovia.